# موزه فضای باز گلدول
موزه فضای باز گلدول یک پارک مجسمه در فضای باز در نزدیکی شهر ارواح نزدیک به شهر ریولایت، نوادا است.

## پیشینه
این موزه غیرانتفاعی در سال ۲۰۰۰ پس از مرگ آلبرت سوکالسکی، هنرمند بلژیکی که اولین مجسمه‌های این سایت را در سال ۱۹۸۴ در نزدیکی ایستگاه متروکه متروکه در ریولیت ایجاد کرد، سازماندهی شد. مجسمه، شام آخر، شامل اشکال شبح مانند زندگی است که مانند نقاشی شام آخر اثر لئوناردو داوینچی مرتب شده‌است. شوکالسکی با پوشاندن پارچه‌های آغشته به گچ روی مدلهای زنده اشکال خود را شکل داد تا زمانی که گچ به اندازه ای خشک شد که به تنهایی ایستاد. در همان سال، با استفاده از تکنیک‌های مشابه، شوکالسکی همچنین Ghost Rider را خلق کرد، یک گچ گچی که آماده سوار شدن به دوچرخه بود.
از آن زمان تا ۲۰۰۷، هنرمندان دیگر، از جمله سه بلژیکی دیگر، آثار جدیدی به این پروژه اضافه کردند. در سال ۱۹۸۹، شوکالسکی گل صحرا، مجموعه ای از قطعات ماشین کروم پیدا شده در بیابان را ایجاد کرد. در دهه ۱۹۹۰، هوگو هیرمن به Lady Desert: The Venus of Nevada اضافه کرد، مجسمه ای که در قسمت بلوک سیرند بر اساس ایده پیکسل ساخته شده بود. فرد بروویتس، در ادای احترام به شورتی هریس، یکی از افرادی را که کشف معدن در سال ۱۹۰۴ منجر به هجوم طلا شد، جشن گرفت. در پیترز Icara را با نسخه حکاکی شده زن از Icarus ایجاد کرد، پسری در اساطیر یونانی که بسیار نزدیک به خورشید پرواز می‌کرد. دیوید اسپایسر مد شدبه زمین زنجیر از ریولیتی از یک معدن در این نزدیکی هست. از دیگر آثار موجود در سایت می‌توان به صوفیه سیگمن در اینجا نشست!، کاناپه ای که در سال ۲۰۰۰ برای موزه کودکان Lied Discovery در لاس وگاس ایجاد شد و در سال ۲۰۰۷ بازسازی و به گلدول رفت. در سال ۲۰۰۶، Eames Demetrios یک پلاک، منطقه سایه‌های Rhyolite اضافه کرد.
این موزه عضو اتحادیه انجمن‌های هنرمندان است. در سال ۲۰۰۸، کنسرسیوم هنرمندان ایالت نیویورک آن را برای یک پروژه راهنمایی انتخاب کرد. انبار سرخ محل جشنواره هنری، تارانتلا آلبرت است که هر سال در ماه اکتبر برگزار می‌شود.

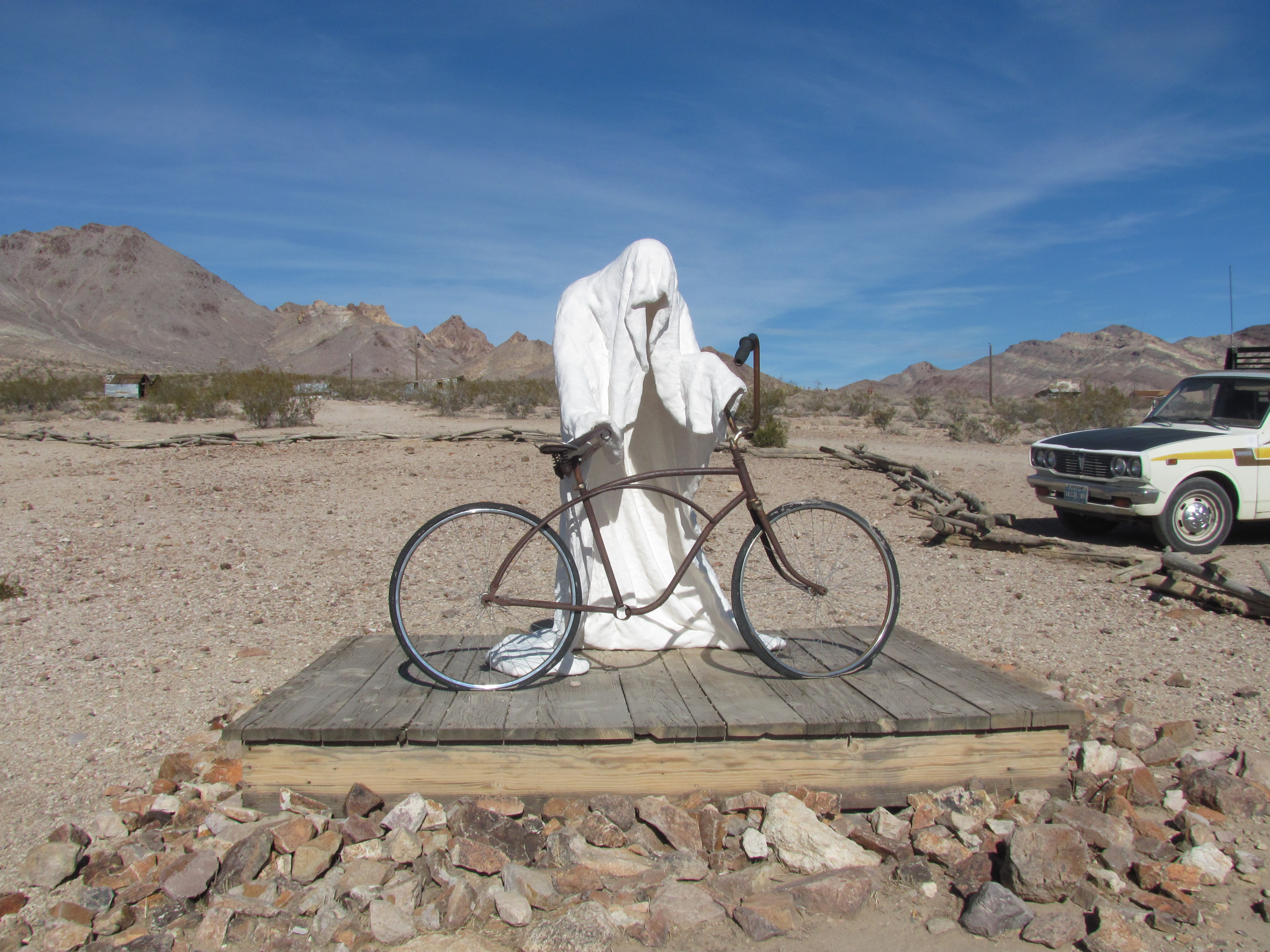
روح‌سوار Ghost Rider از مهمترین مجسمه های گچی پارک گلدول